# 쓰가루 쓰구야스
쓰가루 쓰구야스(일본어: 津軽承保, つがる つぐやす, 1821년 12월 23일 ~ 1851년 10월 18일)는 구로이시번의 3대 번주이다. 어릴적 이름은 오노카쓰(斧勝)이고, 초명은 마사타리(正足)였으며, 후에 쓰구야스로 개명하였다. 관위는 종5위하, 이즈모노카미(出雲守)이다.
초대 번주 쓰가루 지카타리의 두 번째 아들로 구로이시에서 태어났다. 1839년, 2대 번주 쓰가루 유키노리가 히로사키번의 가독을 계승하게 되자, 그 뒤를 이어 구로이시번의 번주로 취임하였다. 1851년, 31세의 나이로 사망하였다. 정실 아이히메(愛姫)와의 사이에서 낳은 딸 다마히메(玉姫)의 남편인 쓰가루 쓰구미치가 양자로서 그 뒤를 이었다.
| 전임 쓰가루 유키노리 | 제3대 구로이시번 번주 1839년 ~ 1851년 | 후임 쓰가루 쓰구미치 |